# Nacaduba cyclophthalma
Nacaduba cyclophthalma är en fjärilsart som beskrevs av Lambertus Johannes Toxopeus. Nacaduba cyclophthalma ingår i släktet Nacaduba och familjen juvelvingar. Inga underarter finns listade i Catalogue of Life.